# Atyafiság
Az atyafiság régies kifejezés, ma elsősorban a szegről-végről való rokonságot jelenti. Genealógiai értelemben a rokonság egyenes ága a főág, mellékága az oldalág, tagjai az atyafiak, az egy őstől származók. Atyafiak alatt azonban nemcsak a vérrokonokat értjük, hanem gyakran a házasság útján létrejövő rokonságot, a sógorságot és a politikai vagy érzelmi családhoz tartozó személyeket is. A rendi korszakbeli "osztályos atyafiak" (fratres condivisionales) kifejezés azokra a nemesekre vonatkozott, akiket nemcsak a vérrokonság (communio sanguinis), hanem a birtokközösség (communio juris) is összekötött. Régebben a kifejezésnek volt 'kollégák, (nemesi) társak' értelme is. Ezzel kapcsolatos az uram-bátyám megszólításpár. Néha a családba idegen személyeket is befogadtak, elszegényedett (fő)nemesek pénzért esetenként erre is hajlandók voltak.
A kifejezés eredeti jelentése a közös apától származó fiútestvérek volt. A testvértől a vérrokonra változó jelentésfejlődés valószínűleg az ősiségben, a középkori magyar öröklési jogban kereshető, miként az a hazai latin fratres 'vérrokonok' szóból is kikövetkeztethető. A 'szerzetes' jelentésű atyafia a latin frater, illetve soror tükörfordítása. Egykor a feleség kedveskedő megszólítása is az atyámfia volt.